# Часовенська (Приморський район)
Часовенська (рос. Часовенская) — присілок в Приморському районі Архангельської області Російської Федерації.
Населення становить 57 осіб. Входить до складу муніципального утворення Талазьке поселення.

## Історія
Від 2004 року входить до складу муніципального утворення Талазьке поселення.

## Населення
| 2002 | 2010 | 2012 |
| ---- | ---- | ---- |
| 54   | ↘30  | ↗57  |